# Ю̆
Cette page contient des caractères spéciaux ou non latins. S’ils s’affichent mal (▯, ?, etc.), consultez la page d’aide Unicode.
Le iou bref (capitale Ю̆, minuscule ю̆) est une lettre de l'alphabet cyrillique utilisée en khanty (kazym et shuryshkar). Elle est composée du iou ‹ Ю › diacrité d’un brève.

## Représentation informatique
Le iou bref peut être représenté avec les caractères Unicode suivants :
- décomposé (cyrillique, diacritiques) :

| formes    | représentations | chaînes de caractères | points de code | descriptions                                      |
| --------- | --------------- | --------------------- | -------------- | ------------------------------------------------- |
| capitale  | Ю̆               | Ю◌̆                    | U+042E U+0306  | lettre majuscule cyrillique iou diacritique brève |
| minuscule | ю̆               | ю◌̆                    | U+044E U+0306  | lettre minuscule cyrillique iou diacritique brève |